# Campionati europei di sollevamento pesi 2018
I Campionati europei di sollevamento pesi 2018, 99ª edizione maschile e 31ª femminile della manifestazione, si sono svolti dal 26 marzo al 1º aprile a Bucarest, in Romania, al Complexul Olimpic Sydney 2000 Izvorani.
In base alle variazioni avvenute nel corso del suo svolgimento, l'edizione è conteggiata come:
- la 77ª effettivamente organizzata;
- la 97ª secondo la numerazione della EWF;
- la 99ª secondo la numerazione della IWF.

## Squalifiche nazioni
In base alle regole della IWF, le quali stabiliscono il bando di una nazione che abbia avuto tre test antidoping positivi per le sostanze vietate scoperti dal CIO dei Giochi Olimpici di Pechino del 2008 e dei Giochi Olimpici di Londra del 2012, sette nazioni europee (oltre a Cina e Kazakistan) hanno ricevuto il bando. Le nazioni sono Russia, Armenia, Turchia, Moldavia, Ucraina, Bielorussia e Azerbaigian.

## Titoli in palio
Sono stati assegnati 16 titoli nel totale dell'esercizio (48 considerando anche le due specialità, lo strappo e lo slancio) in 8 categorie maschili e 8 femminili, sotto elencate.
Categorie maschili
| Categoria            | Eventi         | Atleti | Gruppi |
| -------------------- | -------------- | ------ | ------ |
| Pesi gallo           | Fino a 56 kg   | 8      | 2      |
| Pesi piuma           | Fino a 62 kg   | 8      | 1      |
| Pesi leggeri         | Fino a 69 kg   | 13     | 2      |
| Pesi medi            | Fino a 77 kg   | 16     | 2      |
| Pesi massimi leggeri | Fino a 85 kg   | 16     | 3      |
| Pesi mediomassimi    | Fino a 94 kg   | 17     | 2      |
| Pesi massimi         | Fino a 105 kg  | 16     | 2      |
| Pesi supermassimi    | Oltre i 105 kg | 16     | 2      |

Categorie femminili
| Categoria            | Eventi        | Atlete | Gruppi |
| -------------------- | ------------- | ------ | ------ |
| Pesi gallo           | Fino a 48 kg  | 10     | 2      |
| Pesi piuma           | Fino a 53 kg  | 17     | 2      |
| Pesi leggeri         | Fino a 58 kg  | 16     | 2      |
| Pesi medi            | Fino a 63 kg  | 17     | 2      |
| Pesi massimi leggeri | Fino a 69 kg  | 14     | 3      |
| Pesi mediomassimi    | Fino a 75 kg  | 7      | 2      |
| Pesi massimi         | Fino a 90 kg  | 12     | 2      |
| Pesi supermassimi    | Oltre i 90 kg | 9      | 2      |

## Calendario eventi
Il 18 gennaio 2018 viene diffuso il calendario dei titoli da assegnare nelle otto giornate di gare.
| Giorno→ Categoria ↓ | Lu 26 | Ma 27 | Me 28 | Gi 29 | Ve 30 | Sa 31 | Do 1 |
| ------------------- | ----- | ----- | ----- | ----- | ----- | ----- | ---- |
| 56 kg               | ●     |       |       |       |       |       |      |
| 62 kg               |       | ●     |       |       |       |       |      |
| 69 kg               |       |       | ●     |       |       |       |      |
| 77 kg               |       |       |       | ●     |       |       |      |
| 85 kg               |       |       |       |       | ●     |       |      |
| 94 kg               |       |       |       |       |       | ●     |      |
| 105 kg              |       |       |       |       |       | ●     |      |
| +105 kg             |       |       |       |       |       |       | ●    |

| Giorno→ Categoria ↓ | Lu 26 | Ma 27 | Me 28 | Gi 29 | Ve 30 | Sa 31 | Do 1 |
| ------------------- | ----- | ----- | ----- | ----- | ----- | ----- | ---- |
| 48 kg               | ●     |       |       |       |       |       |      |
| 53 kg               |       | ●     |       |       |       |       |      |
| 58 kg               |       |       | ●     |       |       |       |      |
| 63 kg               |       |       |       | ●     |       |       |      |
| 69 kg               |       |       |       |       | ●     |       |      |
| 75 kg               |       |       |       |       |       | ●     |      |
| 90 kg               |       |       |       |       |       | ●     |      |
| +90 kg              |       |       |       |       |       |       | ●    |

## Nazioni partecipanti

### Iscritte
Il 1º febbraio 2018 è diffusa la lista degli atleti iscritti ai campionati, che sono 237 (124 uomini e 113 donne, incluse le riserve), rappresentanti di 31 nazioni.
- Albania  (7)
- Austria  (5)
- Belgio  (3)
- Bulgaria  (15)
- Croazia  (12)
- Danimarca  (14)
- Finlandia  (14)
- Francia  (6)
- Georgia  (12)
- Germania  (7)
- Grecia  (3)
- Irlanda  (3)
- Islanda  (2)
- Israele  (11)
- Italia  (8)
- Kosovo  (2)
- Lettonia  (4)
- Lituania  (6)
- Norvegia  (7)
- Paesi Bassi  (1)
- Polonia  (18)
- Regno Unito  (6)
- Rep. Ceca  (11)
- Romania  (17)
- San Marino  (1)
- Serbia  (3)
- Slovacchia  (10)
- Spagna  (14)
- Svezia  (6)
- Svizzera  (4)
- Ungheria  (5)

### Effettive
Le nazioni che hanno partecipato ai campionati furono 31 per un totale di 212 partecipanti (110 atleti e 102 atlete). Tra parentesi i partecipanti per nazione.
- Albania  (6)
- Austria  (5)
- Belgio  (3)
- Bulgaria  (11)
- Croazia  (12)
- Danimarca  (14)
- Finlandia  (12)
- Francia  (4)
- Georgia  (10)
- Germania  (5)
- Grecia  (3)
- Irlanda  (3)
- Islanda  (2)
- Israele  (11)
- Italia  (8)
- Kosovo  (2)
- Lettonia  (3)
- Lituania  (6)
- Norvegia  (7)
- Paesi Bassi  (1)
- Polonia  (14)
- Regno Unito  (6)
- Rep. Ceca  (11)
- Romania  (16)
- San Marino  (1)
- Serbia  (3)
- Slovacchia  (9)
- Spagna  (9)
- Svezia  (6)
- Svizzera  (4)
- Ungheria  (5)

## Risultati

### Categorie femminili
| Evento            | Oro                     | Oro    | Argento                 | Argento | Bronzo               | Bronzo |
| ----------------- | ----------------------- | ------ | ----------------------- | ------- | -------------------- | ------ |
| 48 kg (Dettagli)  |                         |        |                         |         |                      |        |
| Strappo           | Elena Andrieș           | 79 kg  | Anais Michel            | 78 kg   | Alessandra Pagliaro  | 74 kg  |
| Slancio           | Elena Andrieș           | 100 kg | Anais Michel            | 96 kg   | Daniela Pandova      | 94 kg  |
| Totale            | Elena Andrieș           | 179 kg | Anais Michel            | 174 kg  | Daniela Pandova      | 165 kg |
| 53 kg (Dettagli)  |                         |        |                         |         |                      |        |
| Strappo           | Joanna Łochowska        | 88 kg  | Jennifer Lombardo       | 84 kg   | Manon Lorentz        | 83 kg  |
| Slancio           | Joanna Łochowska        | 108 kg | Jennifer Lombardo       | 107 kg  | Giorgia Russo        | 106 kg |
| Totale            | Joanna Łochowska        | 196 kg | Jennifer Lombardo       | 191 kg  | Giorgia Russo        | 186 kg |
| 58 kg (Dettagli)  |                         |        |                         |         |                      |        |
| Strappo           | Rebeka Koha             | 100 kg | Andreea Penciu          | 190 kg  | Angelica Roos        | 85 kg  |
| Slancio           | Rebeka Koha             | 120 kg | Angelica Roos           | 106 kg  | Maria-Luana Grigoriu | 104 kg |
| Totale            | Rebeka Koha             | 220 kg | Angelica Roos           | 191 kg  | Andreea Penciu       | 190 kg |
| 63 kg (Dettagli)  |                         |        |                         |         |                      |        |
| Strappo           | Loredana Toma           | 105 kg | Irina Lepșa             | 97 kg   | Irene Martinez       | 94 kg  |
| Slancio           | Loredana Toma           | 131 kg | Irina Lepșa             | 122 kg  | Anni Vuohijoki       | 112 kg |
| Totale            | Loredana Toma           | 236 kg | Irina Lepșa             | 219 kg  | Anni Vuohijoki       | 203 kg |
| 69 kg (Dettagli)  |                         |        |                         |         |                      |        |
| Strappo           | Giorgia Bordignon       | 102 kg | Patricia Strenius       | 99 kg   | Patrycja Piechowiak  | 98 kg  |
| Slancio           | Patricia Strenius       | 131 kg | Giorgia Bordignon       | 122 kg  | Tatia Lortkipanidze  | 121 kg |
| Totale            | Patricia Strenius       | 230 kg | Giorgia Bordignon       | 224 kg  | Patrycja Piechowiak  | 215 kg |
| 75 kg (Dettagli)  |                         |        |                         |         |                      |        |
| Strappo           | Lidia Valentín          | 115 kg | Gaëlle Nayo-Ketchanke   | 103 kg  | Małgorzata Wiejak    | 101 kg |
| Slancio           | Lidia Valentín          | 135 kg | Gaëlle Nayo-Ketchanke   | 131 kg  | Meri Ilmarinen       | 123 kg |
| Totale            | Lidia Valentín          | 250 kg | Gaëlle Nayo-Ketchanke   | 234 kg  | Meri Ilmarinen       | 223 kg |
| 90 kg (Dettagli)  |                         |        |                         |         |                      |        |
| Strappo           | Anastasija Hotfrid      | 124 kg | Anna Van Bellinghen     | 102 kg  | Sarah Fischer        | 101 kg |
| Slancio           | Anastasija Hotfrid      | 132 kg | Kinga Kaczmarczyk       | 129 kg  | Sarah Fischer        | 125 kg |
| Totale            | Anastasija Hotfrid      | 256 kg | Sarah Fischer           | 226 kg  | Kinga Kaczmarczyk    | 225 kg |
| +90 kg (Dettagli) |                         |        |                         |         |                      |        |
| Strappo           | Krisztina Magát         | 104 kg | Aleksandra Mierzejewska | 103 kg  | Andreea Aanei        | 102 kg |
| Slancio           | Aleksandra Mierzejewska | 134 kg | Krisztina Magát         | 132 kg  | Andreea Aanei        | 120 kg |
| Totale            | Aleksandra Mierzejewska | 237 kg | Krisztina Magát         | 236 kg  | Andreea Aanei        | 222 kg |

## Medagliere

### Grandi (totale)
Riferito al totale dell'esercizio: 15 nazioni sono entrate nel medagliere.
| Posiz. | Nazione   | Oro | Argento | Bronzo | Totale |
| ------ | --------- | --- | ------- | ------ | ------ |
| 1      | Georgia   | 4   | 0       | 0      | 4      |
| 2      | Romania   | 3   | 2       | 4      | 9      |
| 3      | Polonia   | 3   | 2       | 2      | 7      |
| 4      | Spagna    | 2   | 0       | 2      | 4      |
| 5      | Germania  | 1   | 1       | 0      | 2      |
| 5      | Svezia    | 1   | 1       | 0      | 2      |
| 7      | Lettonia  | 1   | 0       | 1      | 2      |
| 8      | Albania   | 1   | 0       | 0      | 1      |
| 9      | Italia    | 0   | 3       | 1      | 4      |
| 10     | Bulgaria  | 0   | 2       | 1      | 3      |
| 10     | Francia   | 0   | 2       | 1      | 3      |
| 12     | Austria   | 0   | 1       | 1      | 2      |
| 12     | Ungheria  | 0   | 1       | 1      | 2      |
| 14     | Rep. Ceca | 0   | 1       | 0      | 1      |
| 15     | Finlandia | 0   | 0       | 2      | 2      |
| Totale | Totale    | 16  | 16      | 16     | 48     |

### Grandi (totale) e Piccole (Strappo e Slancio)
Riferito al totale dell'esercizio e delle due specialità: 18 nazioni sono entrate nel medagliere.
| Posiz. | Nazione    | Oro | Argento | Bronzo | Totale |
| ------ | ---------- | --- | ------- | ------ | ------ |
| 1      | Romania    | 10  | 7       | 9      | 26     |
| 2      | Georgia    | 10  | 3       | 2      | 15     |
| 3      | Polonia    | 7   | 6       | 6      | 19     |
| 4      | Spagna     | 5   | 2       | 6      | 13     |
| 5      | Lettonia   | 3   | 1       | 2      | 6      |
| 6      | Albania    | 3   | 0       | 0      | 3      |
| 7      | Italia     | 2   | 8       | 3      | 13     |
| 8      | Svezia     | 2   | 3       | 1      | 6      |
| 9      | Germania   | 2   | 1       | 1      | 4      |
| 10     | Francia    | 1   | 6       | 2      | 9      |
| 11     | Bulgaria   | 1   | 5       | 3      | 9      |
| 12     | Ungheria   | 1   | 2       | 2      | 5      |
| 13     | Austria    | 1   | 1       | 3      | 5      |
| 14     | Rep. Ceca  | 0   | 2       | 1      | 3      |
| 15     | Belgio     | 0   | 1       | 0      | 1      |
| 16     | Finlandia  | 0   | 0       | 5      | 5      |
| 17     | Israele    | 0   | 0       | 1      | 1      |
| 17     | Slovacchia | 0   | 0       | 1      | 1      |
| Totale | Totale     | 48  | 48      | 48     | 144    |

## Classifica a squadre

### Sistema di punteggio
Il sistema di punteggio è indicato dalla sommatoria dell'esercizio totale e delle due specialità in base allo schema adottato nel 1996:

### Categorie maschili
| Pos. | Squadra     | Punti |
| ---- | ----------- | ----- |
| 1    | Georgia     | 574   |
| 2    | Romania     | 525   |
| 3    | Polonia     | 451   |
| 4    | Spagna      | 394   |
| 5    | Bulgaria    | 394   |
| 6    | Danimarca   | 346   |
| 7    | Lituania    | 331   |
| 8    | Rep. Ceca   | 320   |
| 9    | Germania    | 271   |
| 10   | Finlandia   | 233   |
| 11   | Israele     | 219   |
| 12   | Albania     | 213   |
| 13   | Slovacchia  | 206   |
| 14   | Croazia     | 148   |
| 15   | Italia      | 144   |
| 16   | Lettonia    | 131   |
| 17   | Austria     | 126   |
| 18   | Serbia      | 104   |
| 19   | Norvegia    | 96    |
| 20   | Regno Unito | 88    |
| 21   | Irlanda     | 70    |
| 22   | Ungheria    | 68    |
| 23   | Francia     | 67    |
| 24   | Grecia      | 54    |
| 25   | Svezia      | 48    |
| 26   | Islanda     | 39    |
| 27   | San Marino  | 38    |
| 28   | Kosovo      | 33    |
| 29   | Svizzera    | 13    |

### Categorie femminili
| Pos. | Squadra     | Punti |
| ---- | ----------- | ----- |
| 1    | Romania     | 512   |
| 2    | Polonia     | 429   |
| 3    | Italia      | 412   |
| 4    | Finlandia   | 401   |
| 5    | Israele     | 315   |
| 6    | Svezia      | 311   |
| 7    | Bulgaria    | 301   |
| 8    | Norvegia    | 280   |
| 9    | Croazia     | 278   |
| 10   | Ungheria    | 254   |
| 11   | Danimarca   | 252   |
| 12   | Rep. Ceca   | 251   |
| 13   | Francia     | 215   |
| 14   | Spagna      | 213   |
| 15   | Regno Unito | 200   |
| 16   | Slovacchia  | 179   |
| 17   | Belgio      | 162   |
| 18   | Georgia     | 151   |
| 19   | Austria     | 122   |
| 20   | Grecia      | 119   |
| 21   | Svizzera    | 116   |
| 22   | Lettonia    | 84    |
| 23   | Irlanda     | 35    |
| 24   | Kosovo      | 33    |
| 25   | Islanda     | 30    |
| —    | Germania    | 0     |
| —    | Paesi Bassi | 0     |

## Gare maschili

### 56 kg maschili
| Pos. | Atleta                     | Gruppo | Peso atleta | Strappo (kg) | Strappo (kg) | Strappo (kg) | Strappo (kg) | Slancio (kg) | Slancio (kg) | Slancio (kg) | Slancio (kg) | Totale |
| Pos. | Atleta                     | Gruppo | Peso atleta | 1            | 2            | 3            | Pos.         | 1            | 2            | 3            | Pos.         | Totale |
| ---- | -------------------------- | ------ | ----------- | ------------ | ------------ | ------------ | ------------ | ------------ | ------------ | ------------ | ------------ | ------ |
|      | Josué Brachi (ESP)         | A      | 55.98       | 116          | 119          | 119          |              | 138          | 141          | 141          |              | 254    |
|      | Mirco Scarantino (ITA)     | A      | 56.00       | 111          | 115          | 115          |              | 138          | 141          | 141          |              | 253    |
|      | Ilie Ciotoiu (ROU)         | A      | 55.94       | 110          | 114          | 114          | 4            | 137          | 141          | 145          |              | 247    |
| 4    | Goderdzi Berdelidze (GEO)  | A      | 55.92       | 112          | 112          | 118          |              | 134          | 134          | 140          | 4            | 246    |
| 5    | Angel Rusev (BGR)          | A      | 55.98       | 100          | 103          | 105          | 6            | 125          | 125          | 128          | 5            | 233    |
| 6    | Cristian Marian Luca (ROU) | A      | 55.60       | 100          | 104          | 107          | 5            | 120          | 124          | 125          | 7            | 232    |
| 7    | František Polák (CZE)      | A      | 55.98       | 98           | 98           | 103          | 7            | 117          | 122          | 125          | 6            | 228    |
| —    | Georgije Bogojević (CRO)   | B      | 55.42       | 65           | 70           | 73           | 8            | 90           | 90           | 90           | —            | —      |

### 62 kg maschili
| Pos. | Atleta                     | Gruppo | Peso atleta | Strappo (kg) | Strappo (kg) | Strappo (kg) | Strappo (kg) | Slancio (kg) | Slancio (kg) | Slancio (kg) | Slancio (kg) | Totale |
| Pos. | Atleta                     | Gruppo | Peso atleta | 1            | 2            | 3            | Pos.         | 1            | 2            | 3            | Pos.         | Totale |
| ---- | -------------------------- | ------ | ----------- | ------------ | ------------ | ------------ | ------------ | ------------ | ------------ | ------------ | ------------ | ------ |
|      | Shota Mishvelidze (GEO)    | A      | 62.00       | 129          | 133          | 134          |              | 152          | 158          | 165          |              | 299    |
|      | Stilyan Grozdev (BGR)      | A      | 61.75       | 129          | 132          | 135          |              | 152          | 158          | 165          |              | 293    |
|      | Ionuț Ilie (ROU)           | A      | 61.90       | 123          | 126          | 129          | 4            | 145          | 152          | 154          |              | 283    |
| 4    | Vladimir Urumov (BGR)      | A      | 62.00       | 125          | 127          | 130          |              | 150          | 150          | 152          | 4            | 282    |
| 5    | Ramini Shamilishvili (GEO) | A      | 61.90       | 120          | 125          | 128          | 5            | 145          | 150          | 156          | 5            | 278    |
| 6    | Robert Stefan Manea (ROU)  | A      | 61.75       | 105          | 111          | 116          | 7            | 135          | 140          | 145          | 6            | 251    |
| 7    | Iewi Bar (ISR)             | A      | 61.35       | 112          | 112          | 115          | 6            | 132          | 132          | 132          | 7            | 244    |
| —    | Romario Avdiraj (ALB)      | A      | 61.65       | 110          | 115          | 115          | 8            | —            | —            | —            | —            | —      |

### 69 kg maschili
| Pos. | Atleta                   | Gruppo | Peso atleta | Strappo (kg) | Strappo (kg) | Strappo (kg) | Strappo (kg) | Slancio (kg) | Slancio (kg) | Slancio (kg) | Slancio (kg) | Totale |
| Pos. | Atleta                   | Gruppo | Peso atleta | 1            | 2            | 3            | Pos.         | 1            | 2            | 3            | Pos.         | Totale |
| ---- | ------------------------ | ------ | ----------- | ------------ | ------------ | ------------ | ------------ | ------------ | ------------ | ------------ | ------------ | ------ |
|      | Briken Calja (ALB)       | A      | 68.95       | 141          | 143          | 146          |              | 171          | 175          | 175          |              | 321    |
|      | Robert Joachim (DEU)     | A      | 68.95       | 133          | 136          | 138          | 4            | 167          | 170          | 173          |              | 311    |
|      | David Sánchez (ESP)      | A      | 68.90       | 137          | 139          | 141          |              | 168          | 168          | 172          | 5            | 309    |
| 4    | Goga Chkheidze (GEO)     | A      | 68.70       | 130          | 134          | 137          | 5            | 165          | 172          | 175          | 4            | 309    |
| 5    | Mirko Zanni (ITA)        | A      | 68.55       | 140          | 143          | 146          |              | 165          | 169          | 169          | 6            | 308    |
| 6    | Paul Dumitraşcu (ROU)    | A      | 68.95       | 128          | 131          | 134          | 9            | 167          | 171          | 174          |              | 305    |
| 7    | Petr Petrov (CZE)        | A      | 68.65       | 133          | 137          | 137          | 6            | 165          | 169          | 169          | 7            | 302    |
| 8    | Çerçiz Arbëri (ALB)      | A      | 68.60       | 135          | 141          | 142          | 7            | 156          | 161          | —            | 12           | 291    |
| 9    | Dian Minchev (BGR)       | A      | 69.00       | 128          | 131          | 134          | 8            | 160          | 163          | 165          | 10           | 291    |
| 10   | Constantin Carp (ROU)    | B      | 68.35       | 124          | 130          | 135          | 10           | 150          | 155          | 160          | 9            | 290    |
| 11   | Damian Wiśniewski (POL)  | B      | 68.40       | 125          | 125          | 128          | 11           | 155          | 161          | 166          | 8            | 286    |
| 12   | Piotr Poniedziałek (POL) | B      | 69.00       | 125          | 125          | 125          | 12           | 156          | 156          | 162          | 11           | 281    |
| 13   | Mathias Ström (DNK)      | B      | 68.95       | 110          | 115          | 115          | 13           | 130          | 135          | 141          | 13           | 245    |

### 77 kg maschili
| Pos. | Atleta                   | Gruppo | Peso atleta | Strappo (kg) | Strappo (kg) | Strappo (kg) | Strappo (kg) | Slancio (kg) | Slancio (kg) | Slancio (kg) | Slancio (kg) | Totale   |
| Pos. | Atleta                   | Gruppo | Peso atleta | 1            | 2            | 3            | Pos.         | 1            | 2            | 3            | Pos.         | Totale   |
| ---- | ------------------------ | ------ | ----------- | ------------ | ------------ | ------------ | ------------ | ------------ | ------------ | ------------ | ------------ | -------- |
|      | Nico Müller (DEU)        | A      | 76.80       | 145          | 150          | 155          | 4            | 183          | 187          | 191          |              | 346      |
|      | Răzvan Martin (ROU)      | A      | 76.90       | 155          | 158          | 158          |              | 185          | 188          | 190          |              | 343      |
|      | Andrés Mata (ESP)        | A      | 76.85       | 150          | 155          | 157          |              | 185          | 185          | 191          |              | 342      |
| 4    | Ritvars Suharevs (LVA)   | A      | 76.45       | 150          | 150          | 156          |              | 176          | 181          | 186          | 5            | 337      |
| 5    | Daniel Bajer (POL)       | A      | 76.45       | 148          | 151          | 154          | 5            | 180          | 185          | 185          | 6            | 334      |
| 6    | Yunder Beytula (BGR)     | A      | 76.90       | 143          | 146          | 146          | 7            | 179          | 183          | 190          | 4            | 326      |
| 7    | Alejandro González (ESP) | A      | 76.45       | 145          | 145          | 145          | 6            | 175          | 180          | 189          | 7            | 325      |
| 8    | Tim Kring (DNK)          | A      | 76.60       | 137          | 141          | 145          | 8            | 168          | 172          | 172          | 8            | 309      |
| 9    | Omed Alam (DNK)          | B      | 76.70       | 128          | 131          | 134          | 9            | 159          | 163          | 166          | 9            | 300      |
| 10   | Chris Murray (GBR)       | B      | 75.95       | 122          | 126          | 130          | 11           | 151          | 156          | 161          | 11           | 286      |
| 11   | Sami Köngäs (FIN)        | B      | 77.00       | 123          | 126          | 128          | 12           | 153          | 156          | 161          | 12           | 282      |
| 12   | Jason Epton (GBR)        | B      | 77.00       | 120          | 120          | 123          | 14           | 150          | 154          | 157          | 10           | 277      |
| 13   | Einar Ingi Jónsson (ISL) | B      | 72.00       | 116          | 120          | 123          | 13           | 145          | 150          | 155          | 13           | 273      |
| —    | Peter Poláček (SVK)      | B      | 76.55       | 128          | 131          | 134          | 10           | 158          | 159          | 159          | —            | —        |
| —    | Daniel Godelli (ALB)     | A      | 76.60       | 159          | 159          | 159          | —            | —            | —            | —            | —            | —        |
| —    | Erkand Qerimaj (ALB)     | A      | —           | ritirato     | ritirato     | ritirato     | ritirato     | ritirato     | ritirato     | ritirato     | ritirato     | ritirato |

### 85 kg maschili
| Pos. | Atleta                   | Gruppo | Peso atleta | Strappo (kg) | Strappo (kg) | Strappo (kg) | Strappo (kg) | Slancio (kg) | Slancio (kg) | Slancio (kg) | Slancio (kg) | Totale |
| Pos. | Atleta                   | Gruppo | Peso atleta | 1            | 2            | 3            | Pos.         | 1            | 2            | 3            | Pos.         | Totale |
| ---- | ------------------------ | ------ | ----------- | ------------ | ------------ | ------------ | ------------ | ------------ | ------------ | ------------ | ------------ | ------ |
|      | Revaz Davitadze (GEO)    | A      | 84.80       | 156          | 160          | 163          |              | 183          | 187          | 190          |              | 353    |
|      | Kacper Kłos (POL)        | A      | 84.65       | 148          | 151          | 153          |              | 186          | 189          | 191          |              | 342    |
|      | Brandon Vautard (FRA)    | A      | 84.80       | 144          | 144          | 144          | 10           | 188          | 190          | 191          |              | 335    |
| 4    | Karol Samko (SVK)        | A      | 84.85       | 140          | 145          | 150          | 9            | 187          | 189          | 191          | 4            | 334    |
| 5    | Tom Schwarzbach (DEU)    | A      | 84.90       | 148          | 148          | 151          | 7            | 185          | 189          | 190          | 5            | 333    |
| 6    | Krzysztof Zwarycz (POL)  | A      | 84.95       | 150          | 153          | 153          | 5            | 182          | 187          | 190          | 6            | 332    |
| 7    | Krenar Shoraj (ALB)      | B      | 84.10       | 150          | 150          | 155          | 4            | 181          | 195          | 195          | 7            | 331    |
| 8    | Richard Tkac (SVK)       | A      | 84.70       | 143          | 147          | 150          | 8            | 174          | 180          | 180          | 8            | 327    |
| 9    | Irmantas Kačinskas (LTU) | A      | 84.20       | 145          | 150          | 153          | 6            | 170          | 176          | 182          | 9            | 326    |
| 10   | Alberto Fernández (ESP)  | B      | 83.75       | 145          | 150          | 155          |              | 170          | 175          | 180          | 10           | 325    |
| 11   | Roger Myrholt (NOR)      | C      | 83.10       | 132          | 136          | 140          | 11           | 170          | 176          | 180          | 11           | 306    |
| 12   | Ensar Musić (CRO)        | B      | 84.95       | 130          | 130          | 130          | 13           | 170          | 170          | 175          | 12           | 300    |
| 13   | Tobias Knudsen (DNK)     | B      | 84.90       | 126          | 131          | 133          | 12           | 156          | 161          | 167          | 13           | 294    |
| 14   | Cathal Byrd (IRL)        | B      | 84.50       | 115          | 118          | 118          | 14           | 150          | 155          | 157          | 14           | 275    |
| 15   | Arbnor Krasniqi (KOS)    | C      | 82.50       | 102          | 106          | 111          | 15           | 133          | 137          | 141          | 15           | 243    |
| —    | Amar Musić (CRO)         | A      | 85.00       | 150          | 150          | 151          | —            | —            | —            | —            | —            | —      |

### 94 kg maschili
| Pos. | Atleta                    | Gruppo | Peso atleta | Strappo (kg) | Strappo (kg) | Strappo (kg) | Strappo (kg) | Slancio (kg) | Slancio (kg) | Slancio (kg) | Slancio (kg) | Totale   |
| Pos. | Atleta                    | Gruppo | Peso atleta | 1            | 2            | 3            | Pos.         | 1            | 2            | 3            | Pos.         | Totale   |
| ---- | ------------------------- | ------ | ----------- | ------------ | ------------ | ------------ | ------------ | ------------ | ------------ | ------------ | ------------ | -------- |
|      | Nicolae Onică (ROU)       | A      | 93.75       | 165          | 171          | 171          |              | 204          | 210          | 210          |              | 381      |
|      | Łukasz Grela (POL)        | A      | 94.00       | 161          | 165          | 169          |              | 188          | 192          | 192          | 6            | 357      |
|      | Vadims Koževņikovs (LVA)  | A      | 93.50       | 153          | 154          | 154          | 5            | 193          | 198          | 204          |              | 352      |
| 4    | Artur Mugurdumov (ISR)    | A      | 93.75       | 155          | 158          | 161          |              | 186          | 186          | 197          | 8            | 347      |
| 5    | Manuel Sánchez (ESP)      | A      | 93.85       | 153          | 157          | 157          | 4            | 190          | 195          | 195          | 4            | 347      |
| 6    | Eero Retulainen (FIN)     | A      | 93.55       | 147          | 151          | 153          | 6            | 185          | 189          | 192          |              | 345      |
| 7    | Theodoros Iakovidis (GRC) | B      | 90.30       | 151          | 151          | 156          | 7            | 180          | 187          | 194          | 7            | 338      |
| 8    | Tomas Li-čin-chai (LTU)   | B      | 93.85       | 143          | 148          | 152          | 8            | 175          | 184          | 184          | 10           | 323      |
| 9    | Simon Darville (DNK)      | B      | 94.00       | 130          | 136          | 140          | 10           | 164          | 170          | 176          | 9            | 316      |
| 10   | Maciej Makinia (DNK)      | B      | 93.80       | 135          | 140          | 140          | 11           | 165          | 170          | 170          | 11           | 310      |
| 11   | Matteo Urbinati (SMR)     | B      | 90.20       | 110          | 115          | 120          | 13           | 140          | 147          | 150          | 13           | 262      |
| 12   | Petar Bertagnin (CRO)     | B      | 86.70       | 110          | 116          | 120          | 12           | 130          | 141          | 145          | 14           | 261      |
| —    | Paweł Kulik (POL)         | A      | 92.20       | 155          | 155          | 155          | —            | 190          | 195          | 199          | 5            | —        |
| —    | Tschan Yannick (SUI)      | B      | 93.00       | 135          | 135          | 135          | —            | 160          | 165          | 167          | 12           | —        |
| —    | Tomáš Kejík (CZE)         | B      | 93.00       | 140          | 145          | 145          | 9            | —            | —            | —            | —            | —        |
| DSQ  | Žygimantas Stanulis (LTU) | A      | 93.90       | 165          | 170          | 172          | —            | 192          | 201          | 202          | —            | —        |
| —    | David Fischer (AUT)       | A      | —           | ritirato     | ritirato     | ritirato     | ritirato     | ritirato     | ritirato     | ritirato     | ritirato     | ritirato |

### 105 kg maschili
| Pos. | Atleta                    | Gruppo | Peso atleta | Strappo (kg) | Strappo (kg) | Strappo (kg) | Strappo (kg) | Slancio (kg) | Slancio (kg) | Slancio (kg) | Slancio (kg) | Totale |
| Pos. | Atleta                    | Gruppo | Peso atleta | 1            | 2            | 3            | Pos.         | 1            | 2            | 3            | Pos.         | Totale |
| ---- | ------------------------- | ------ | ----------- | ------------ | ------------ | ------------ | ------------ | ------------ | ------------ | ------------ | ------------ | ------ |
|      | Arkadiusz Michalski (POL) | A      | 104.95      | 171          | 174          | 175          |              | 211          | 214          | 221          |              | 396    |
|      | Georgi Shikov (BGR)       | A      | 103.50      | 172          | 176          | 179          |              | 203          | 209          | 212          |              | 388    |
|      | Sargis Martirosjan (AUT)  | A      | 104.70      | 176          | 182          | 184          |              | 202          | 206          | 208          | 4            | 384    |
| 4    | Dato Khetsuriani (GEO)    | A      | 104.50      | 165          | 171          | 174          | 4            | 195          | 204          | 207          | 5            | 369    |
| 5    | Matthäus Hofmann (DEU)    | A      | 104.55      | 166          | 171          | 172          | 5            | 192          | 198          | 200          | 6            | 364    |
| 6    | Arnas Šidiškis (LTU)      | B      | 104.55      | 158          | 163          | 166          | 6            | 190          | 195          | 200          | 7            | 356    |
| 7    | Sergej Lichovoj (LTU)     | B      | 104.95      | 157          | 162          | 166          | 7            | 188          | 193          | 195          | 10           | 354    |
| 8    | Philipp Forster (AUT)     | A      | 104.60      | 155          | 160          | 162          | 8            | 190          | 197          | 197          | 9            | 350    |
| 9    | Jiří Gasior (CZE)         | B      | 104.25      | 150          | 150          | 154          | 10           | 190          | 195          | 195          | 8            | 340    |
| 10   | Stefan Ågren (SWE)        | A      | 105.00      | 151          | 155          | 158          | 9            | 185          | 185          | 185          | 11           | 340    |
| 11   | Jani Heikkinen (FIN)      | B      | 104.60      | 140          | 144          | 147          | 13           | 175          | 180          | 184          | 13           | 327    |
| 12   | Roni Peltonen (FIN)       | B      | 103.40      | 145          | 150          | 153          | 12           | 175          | 180          | 180          | 14           | 325    |
| 13   | Mikkel Andersen (DNK)     | B      | 103.90      | 145          | 150          | 152          | 14           | 175          | 180          | 183          | 12           | 325    |
| 14   | Ivan Perasović (CRO)      | B      | 95.15       | 120          | 125          | 131          | 15           | 140          | 150          | 150          | 15           | 265    |
| —    | Matej Kováč (SVK)         | A      | 104.70      | 167          | 170          | 170          | —            | 201          | 206          | 212          |              | —      |
| —    | Nenad Kužić (SRB)         | A      | 104.25      | 161          | 161          | 161          | —            | —            | —            | —            | —            | —      |

### Oltre 105 kg maschili
| Pos. | Atleta                    | Gruppo | Peso atleta | Strappo (kg) | Strappo (kg) | Strappo (kg) | Strappo (kg) | Slancio (kg) | Slancio (kg) | Slancio (kg) | Slancio (kg) | Totale |
| Pos. | Atleta                    | Gruppo | Peso atleta | 1            | 2            | 3            | Pos.         | 1            | 2            | 3            | Pos.         | Totale |
| ---- | ------------------------- | ------ | ----------- | ------------ | ------------ | ------------ | ------------ | ------------ | ------------ | ------------ | ------------ | ------ |
|      | Lasha Talakhadze (GEO)    | A      | 165.56      | 200          | 210          | 221          |              | 235          | 247          | —            |              | 457    |
|      | Jiří Orság (CZE)          | A      | 131.44      | 175          | 181          | 186          | 5            | 227          | 236          | 246          |              | 417    |
|      | Péter Nagy (HUN)          | A      | 157.43      | 182          | 187          | 191          |              | 215          | 221          | 225          | 4            | 416    |
| 4    | Irakli Turmanidze (GEO)   | A      | 135.49      | 185          | 190          | 192          |              | 217          | 223          | 223          | 5            | 415    |
| 5    | Kamil Kučera (CZE)        | A      | 141.23      | 175          | 181          | 185          | 4            | 216          | 221          | 226          |              | 407    |
| 6    | Tamaš Kajdoči (SRB)       | A      | 136.55      | 165          | 165          | 170          | 8            | 205          | 210          | 216          | 6            | 380    |
| 7    | David Litvinov (ISR)      | A      | 119.01      | 165          | 165          | 170          | 7            | 195          | 195          | 198          | 10           | 368    |
| 8    | Radoslav Tatarčík (SVK)   | A      | 111.20      | 168          | 173          | 176          | 6            | 182          | 187          | 191          | 12           | 367    |
| 9    | Kim Eirik Tollefsen (NOR) | B      | 116.82      | 155          | 158          | 160          | 11           | 195          | 200          | 203          | 7            | 363    |
| 10   | Igor Olshanetskyi (ISR)   | A      | 127.34      | 157          | 162          | 165          | 10           | 195          | 201          | 202          | 11           | 357    |
| 11   | Tivadar Kajdocsi (SRB)    | B      | 130.75      | 150          | 155          | 160          | 12           | 195          | 200          | 209          | 9            | 355    |
| 12   | Teemu Roininen (FIN)      | B      | 141.45      | 152          | 156          | 156          | 13           | 197          | 201          | 201          | 8            | 353    |
| 13   | Deivydas Jucius (LTU)     | B      | 134.50      | 150          | 155          | 158          | 14           | 185          | 190          | 195          | 13           | 340    |
| 14   | Sean Rigsby (IRL)         | B      | 124.50      | 130          | 135          | 140          | 16           | 180          | 187          | 191          | 14           | 322    |
| 15   | Phillip Heiberg (DNK)     | B      | 172.60      | 140          | 146          | 150          | 15           | 175          | 175          | 186          | 15           | 321    |
| —    | Ante Vuković (CRO)        | A      | 133.32      | 165          | 165          | 165          | 9            | 195          | 195          | 195          | —            | —      |

## Gare femminili

### 48 kg femminili
| Pos. | Atleta                    | Gruppo | Peso atleta | Strappo (kg) | Strappo (kg) | Strappo (kg) | Strappo (kg) | Slancio (kg) | Slancio (kg) | Slancio (kg) | Slancio (kg) | Totale |
| Pos. | Atleta                    | Gruppo | Peso atleta | 1            | 2            | 3            | Pos.         | 1            | 2            | 3            | Pos.         | Totale |
| ---- | ------------------------- | ------ | ----------- | ------------ | ------------ | ------------ | ------------ | ------------ | ------------ | ------------ | ------------ | ------ |
|      | Elena Andrieș (ROU)       | A      | 47.86       | 75           | 79           | 80           |              | 94           | 98           | 100          |              | 179    |
|      | Anaïs Michel (FRA)        | A      | 47.98       | 78           | 78           | 80           |              | 96           | 100          | 102          |              | 174    |
|      | Daniela Pandova (BGR)     | A      | 48.00       | 69           | 71           | 74           | 5            | 85           | 93           | 94           |              | 165    |
| 4    | Genny Pagliaro (ITA)      | A      | 47.96       | 70           | 73           | 75           | 4            | 88           | 90           | 94           | 4            | 163    |
| 5    | Alessandra Pagliaro (ITA) | A      | 46.40       | 70           | 73           | 74           |              | 84           | 87           | 90           | 5            | 161    |
| 6    | Agnieszka Zacharek (POL)  | A      | 47.98       | 65           | 68           | 70           | 7            | 85           | 85           | 89           | 6            | 153    |
| 7    | Surya Sundqvist (SWE)     | B      | 47.70       | 66           | 69           | 71           | 6            | 78           | 81           | 84           | 8            | 152    |
| 8    | Maria Pipiliaridou (GRC)  | B      | 47.88       | 65           | 65           | 68           | 9            | 84           | 84           | 87           | 7            | 149    |
| 9    | Noorin Gulam (GBR)        | A      | 47.94       | 65           | 68           | 68           | 8            | 80           | 80           | 83           | 9            | 145    |
| 10   | Tihana Majer (CRO)        | B      | 46.50       | 55           | 55           | 64           | 10           | 70           | 75           | 80           | 10           | 139    |

### 53 kg femminili
| Pos. | Atleta                     | Gruppo | Peso atleta | Strappo (kg) | Strappo (kg) | Strappo (kg) | Strappo (kg) | Slancio (kg) | Slancio (kg) | Slancio (kg) | Slancio (kg) | Totale   |
| Pos. | Atleta                     | Gruppo | Peso atleta | 1            | 2            | 3            | Pos.         | 1            | 2            | 3            | Pos.         | Totale   |
| ---- | -------------------------- | ------ | ----------- | ------------ | ------------ | ------------ | ------------ | ------------ | ------------ | ------------ | ------------ | -------- |
|      | Joanna Łochowska (POL)     | A      | 52.80       | 85           | 88           | 90           |              | 105          | 108          | 108          |              | 196      |
|      | Jennifer Lombardo (ITA)    | A      | 52.68       | 80           | 82           | 84           |              | 102          | 104          | 107          |              | 191      |
|      | Giorgia Russo (ITA)        | A      | 52.60       | 75           | 78           | 80           | 5            | 103          | 106          | 108          |              | 186      |
| 4    | Manon Lorentz (FRA)        | A      | 51.22       | 81           | 83           | 85           |              | 98           | 99           | 99           | 6            | 182      |
| 5    | Atenery Hernández (ESP)    | A      | 52.80       | 81           | 83           | 84           | 4            | 100          | 103          | 103          | 4            | 181      |
| 6    | Sarah Øvsthus (NOR)        | A      | 52.60       | 77           | 79           | 81           | 6            | 97           | 99           | 102          | 5            | 178      |
| 7    | Maya Ivanova (BGR)         | A      | 52.94       | 74           | 76           | 78           | 8            | 92           | 95           | 96           | 9            | 168      |
| 8    | Katrine Bruhn (DNK)        | A      | 52.98       | 71           | 74           | 74           | 11           | 90           | 94           | 96           | 7            | 168      |
| 9    | Rebekka Tao Jacobsen (NOR) | B      | 52.98       | 72           | 74           | 76           | 10           | 93           | 96           | 96           | 8            | 167      |
| 10   | Aksana Zalatarova (ISR)    | B      | 52.98       | 75           | 78           | 78           | 7            | 88           | 88           | 91           | 13           | 166      |
| 11   | Amy Williams (GBR)         | B      | 52.70       | 70           | 73           | 75           | 9            | 90           | 94           | 94           | 12           | 165      |
| 12   | Nina Sterckx (BEL)         | B      | 52.84       | 70           | 73           | 75           | 12           | 88           | 91           | 94           | 10           | 164      |
| 13   | Isa Mursu (FIN)            | A      | 52.66       | 70           | 70           | 71           | 13           | 91           | 96           | 96           | 11           | 162      |
| 14   | Jessica Borgström (SWE)    | B      | 52.86       | 67           | 70           | 71           | 14           | 79           | 82           | 82           | 14           | 146      |
| 15   | Leonora Brajshori (KOS)    | B      | 52.84       | 62           | 62           | 65           | 15           | 78           | 78           | 80           | 15           | 143      |
| 16   | Jessica Preiss (SUI)       | B      | 51.28       | 62           | 64           | 66           | 16           | 72           | 75           | 76           | 19           | 139      |
| —    | Evita Talahatu (NLD)       | B      | —           | ritirata     | ritirata     | ritirata     | ritirata     | ritirata     | ritirata     | ritirata     | ritirata     | ritirata |

### 58 kg femminili
| Pos. | Atleta                     | Gruppo | Peso atleta | Strappo (kg) | Strappo (kg) | Strappo (kg) | Strappo (kg) | Slancio (kg) | Slancio (kg) | Slancio (kg) | Slancio (kg) | Totale |
| Pos. | Atleta                     | Gruppo | Peso atleta | 1            | 2            | 3            | Pos.         | 1            | 2            | 3            | Pos.         | Totale |
| ---- | -------------------------- | ------ | ----------- | ------------ | ------------ | ------------ | ------------ | ------------ | ------------ | ------------ | ------------ | ------ |
|      | Rebeka Koha (LVA)          | A      | 57.78       | 90           | 95           | 100          |              | 110          | 115          | 120          |              | 220    |
|      | Angelica Roos (SWE)        | A      | 57.68       | 83           | 85           | 86           |              | 104          | 106          | 106          |              | 191    |
|      | Andreea Penciu (ROU)       | A      | 57.16       | 83           | 86           | 88           |              | 98           | 191          | 102          | 4            | 190    |
| 4    | Maria Luana Grigoriu (ROU) | A      | 57.96       | 83           | 83           | 86           | 4            | 100          | 104          | 104          |              | 187    |
| 5    | Sol Anette Waaler (NOR)    | A      | 57.38       | 77           | 77           | 80           | 6            | 97           | 99           | 102          | 5            | 179    |
| 6    | Jenni Puputti (FIN)        | A      | 57.70       | 80           | 80           | 84           | 5            | 95           | 98           | 101          | 6            | 178    |
| 7    | Olivia Blatch (GBR)        | A      | 57.70       | 76           | 79           | 81           | 7            | 95           | 95           | 98           | 8            | 174    |
| 8    | Laura Liukkonen (FIN)      | A      | 57.56       | 78           | 81           | 81           | 8            | 96           | 96           | 101          | 7            | 174    |
| 9    | Nathalie Lebbe (BEL)       | B      | 57.74       | 67           | 70           | 72           | 10           | 87           | 90           | 92           | 10           | 162    |
| 10   | Veronika Vršková (SVK)     | B      | 58.00       | 65           | 68           | 69           | 12           | 90           | 90           | 95           | 11           | 158    |
| 11   | Rachel Hayes (ISR)         | B      | 56.86       | 67           | 67           | 69           | 11           | 88           | 91           | 91           | 12           | 157    |
| 12   | Sandra Jensen (DNK)        | B      | 56.40       | 70           | 73           | 73           | 9            | 84           | 86           | 88           | 13           | 154    |
| 13   | Iuliya Butkova (ISR)       | B      | 57.24       | 63           | 67           | 69           | 13           | 80           | 84           | 87           | 14           | 151    |
| 14   | Hilary Riordan (IRL)       | B      | 57.46       | 64           | 67           | 69           | 14           | 82           | 85           | 86           | 15           | 149    |
| 15   | Marina Marković (CRO)      | B      | 54.94       | 50           | 55           | 57           | 15           | 72           | 75           | 77           | 16           | 132    |
| —    | Amalie Løvind Årsten (DNK) | A      | 56.96       | 74           | 74           | 76           | —            | 93           | 98           | 101          | 9            | —      |

### 63 kg femminili
| Pos. | Atleta                      | Gruppo | Peso atleta | Strappo (kg) | Strappo (kg) | Strappo (kg) | Strappo (kg) | Slancio (kg) | Slancio (kg) | Slancio (kg) | Slancio (kg) | Totale |
| Pos. | Atleta                      | Gruppo | Peso atleta | 1            | 2            | 3            | Pos.         | 1            | 2            | 3            | Pos.         | Totale |
| ---- | --------------------------- | ------ | ----------- | ------------ | ------------ | ------------ | ------------ | ------------ | ------------ | ------------ | ------------ | ------ |
|      | Loredana Toma (ROU)         | A      | 62.90       | 100          | 105          | 110          |              | 121          | 126          | 131          |              | 236    |
|      | Irina Lepșa (ROU)           | A      | 62.90       | 92           | 95           | 97           |              | 113          | 118          | 122          |              | 219    |
|      | Anni Vuohijoki (FIN)        | A      | 63.00       | 89           | 91           | 93           | 4            | 112          | 116          | 117          |              | 203    |
| 4    | Irene Martínez (ESP)        | A      | 62.50       | 92           | 94           | 94           |              | 106          | 106          | 109          | 7            | 200    |
| 5    | Galya Shatova (BGR)         | A      | 62.80       | 87           | 90           | 91           | 5            | 105          | 108          | 110          | 6            | 199    |
| 6    | Maria Grazia Alemanno (ITA) | A      | 62.15       | 90           | 93           | 93           | 6            | 108          | 111          | 111          | 5            | 198    |
| 7    | Saara Leskinen (FIN)        | A      | 62.70       | 86           | 86           | 86           | 9            | 102          | 105          | 106          | 8            | 191    |
| 8    | Ine Andersson (NOR)         | B      | 61.70       | 77           | 82           | 85           | 11           | 103          | 106          | 108          | 4            | 190    |
| 9    | Marit Årdalsbakke (NOR)     | B      | 62.50       | 85           | 89           | 92           | 7            | 98           | 102          | 102          | 11           | 187    |
| 10   | Tea Šojat (CRO)             | B      | 61.95       | 80           | 84           | 84           | 10           | 95           | 101          | 101          | 9            | 185    |
| 11   | Bobbie Ross (GBR)           | B      | 62.20       | 80           | 83           | 86           | 8            | 98           | 102          | 102          | 12           | 184    |
| 12   | Marina Ohman (ISR)          | B      | 63.00       | 82           | 82           | 85           | 12           | 95           | 98           | 98           | 16           | 177    |
| 13   | Sarit Kalo (ISR)            | B      | 62.65       | 74           | 77           | 80           | 13           | 93           | 97           | 101          | 15           | 174    |
| 14   | Ivana Horna (SVK)           | B      | 62.60       | 75           | 79           | 80           | 14           | 99           | 99           | 99           | 10           | 174    |
| 15   | Lucia Kršková (SVK)         | B      | 62.35       | 72           | 75           | 78           | 15           | 92           | 96           | 98           | 13           | 173    |
| 16   | Amanda Poulsen (DNK)        | B      | 61.30       | 72           | 75           | 78           | 16           | 93           | 97           | 100          | 14           | 172    |
| 17   | Alessia Walchli (SUI)       | B      | 62.55       | 73           | 76           | 76           | 17           | 85           | 85           | 88           | 17           | 161    |

### 69 kg femminili
| Pos. | Atleta                      | Gruppo | Peso atleta | Strappo (kg) | Strappo (kg) | Strappo (kg) | Strappo (kg) | Slancio (kg) | Slancio (kg) | Slancio (kg) | Slancio (kg) | Totale |
| Pos. | Atleta                      | Gruppo | Peso atleta | 1            | 2            | 3            | Pos.         | 1            | 2            | 3            | Pos.         | Totale |
| ---- | --------------------------- | ------ | ----------- | ------------ | ------------ | ------------ | ------------ | ------------ | ------------ | ------------ | ------------ | ------ |
|      | Patricia Strenius (SWE)     | A      | 68.65       | 96           | 99           | 101          |              | 122          | 126          | 131          |              | 230    |
|      | Giorgia Bordignon (ITA)     | A      | 65.15       | 97           | 100          | 102          |              | 122          | 126          | 126          |              | 224    |
|      | Patrycja Piechowiak (POL)   | A      | 69.00       | 93           | 96           | 98           |              | 112          | 112          | 117          | 4            | 215    |
| 4    | Tatia Lortkipanidze (GEO)   | B      | 68.40       | 85           | 90           | 93           | 4            | 113          | 118          | 121          |              | 214    |
| 5    | Bianca Mihaela Ionita (ROU) | A      | 64.65       | 87           | 91           | 94           | 5            | 106          | 112          | 118          | 5            | 203    |
| 6    | Nora Jäggi (SUI)            | B      | 68.85       | 80           | 83           | 86           | 7            | 105          | 109          | 112          | 6            | 195    |
| 7    | Simona Hertlová (CZE)       | A      | 67.75       | 85           | 88           | 91           | 6            | 102          | 105          | 105          | 8            | 193    |
| 8    | Marianne Saarhelo (FIN)     | A      | 63.65       | 83           | 87           | 87           | 9            | 99           | 103          | 107          | 7            | 186    |
| 9    | Victoria Hahn (AUT)         | B      | 68.85       | 83           | 85           | 88           | 8            | 100          | 103          | 103          | 10           | 185    |
| 10   | Eliška Pudivítrová (CZE)    | B      | 66.65       | 80           | 80           | 80           | 11           | 95           | 95           | 98           | 11           | 178    |
| 11   | Mette Pedersen (DNK)        | B      | 68.50       | 79           | 82           | 85           | 10           | 91           | 95           | 98           | 12           | 177    |
| 12   | Ivana Rumenović (CRO)       | B      | 68.25       | 68           | 72           | 75           | 12           | 85           | 89           | 92           | 13           | 161    |
| —    | Aníta Líf Aradóttir (ISL)   | C      | 66.65       | 73           | 73           | 73           | —            | 90           | 95           | 100          | 9            | —      |
| —    | Florina Sorina Hulpan (ROU) | A      | 63.50       | 95           | 95           | —            | —            | —            | —            | —            | —            | —      |

### 75 kg femminili
| Pos. | Atleta                      | Gruppo | Peso atleta | Strappo (kg) | Strappo (kg) | Strappo (kg) | Strappo (kg) | Slancio (kg) | Slancio (kg) | Slancio (kg) | Slancio (kg) | Totale |
| Pos. | Atleta                      | Gruppo | Peso atleta | 1            | 2            | 3            | Pos.         | 1            | 2            | 3            | Pos.         | Totale |
| ---- | --------------------------- | ------ | ----------- | ------------ | ------------ | ------------ | ------------ | ------------ | ------------ | ------------ | ------------ | ------ |
|      | Lidia Valentín (ESP)        | A      | 74.40       | 107          | 112          | 115          |              | 130          | 135          | 140          |              | 250    |
|      | Gaëlle Nayo-Ketchanke (FRA) | A      | 74.90       | 98           | 101          | 103          |              | 126          | 131          | 136          |              | 234    |
|      | Meri Ilmarinen (FIN)        | A      | 74.95       | 99           | 100          | 102          | 4            | 120          | 123          | 127          |              | 223    |
| 4    | Małgorzata Wiejak (POL)     | A      | 74.95       | 98           | 101          | 103          |              | 118          | 121          | 123          | 4            | 222    |
| 5    | Maria Åkerlund (SWE)        | A      | 70.65       | 93           | 96           | 98           | 5            | 113          | 116          | 119          | 5            | 214    |
| 6    | Nicole Rubanovich (ISR)     | A      | 70.65       | 93           | 96           | 98           | 6            | 103          | 108          | 108          | 6            | 204    |
| 7    | Hermana Dermiček (CRO)      | B      | 69.20       | 55           | 59           | 60           | 7            | 65           | 71           | 72           | 7            | 131    |

### 90 kg femminili
| Pos. | Atleta                     | Gruppo | Peso atleta | Strappo (kg) | Strappo (kg) | Strappo (kg) | Strappo (kg) | Slancio (kg) | Slancio (kg) | Slancio (kg) | Slancio (kg) | Totale   |
| Pos. | Atleta                     | Gruppo | Peso atleta | 1            | 2            | 3            | Pos.         | 1            | 2            | 3            | Pos.         | Totale   |
| ---- | -------------------------- | ------ | ----------- | ------------ | ------------ | ------------ | ------------ | ------------ | ------------ | ------------ | ------------ | -------- |
|      | Anastasija Hotfrid (GEO)   | A      | 89.65       | 115          | 124          | 131          |              | 132          | 132          | —            |              | 256      |
|      | Sarah Fischer (AUT)        | A      | 86.15       | 97           | 100          | 101          |              | 122          | 125          | 127          |              | 226      |
|      | Kinga Kaczmarczyk (POL)    | A      | 85.10       | 93           | 96           | 98           | 4            | 123          | 129          | 131          |              | 225      |
| 4    | Anna Van Bellinghen (BEL)  | A      | 83.00       | 97           | 100          | 102          |              | 117          | 122          | 125          | 4            | 224      |
| 5    | Bianka Bazsó (HUN)         | A      | 84.20       | 85           | 89           | 92           | 7            | 110          | 111          | 115          | 6            | 200      |
| 6    | Nikola Seničová (SVK)      | B      | 78.40       | 82           | 87           | 92           | 8            | 103          | 109          | 112          | 5            | 199      |
| 7    | Tímea Szuromi (HUN)        | B      | 78.90       | 90           | 92           | 92           | 5            | 108          | 111          | 111          | 7            | 198      |
| 8    | Rumyana Stancheva (BGR)    | A      | 76.10       | 88           | 90           | 92           | 6            | 107          | 107          | 110          | 8            | 197      |
| 9    | Mona Krylov (ISR)          | B      | 80.55       | 75           | 78           | 80           | 10           | 93           | 96           | 99           | 9            | 176      |
| 10   | Michaela Skleničková (CZE) | B      | 83.50       | 70           | 74           | 77           | 11           | 90           | 94           | 100          | 10           | 171      |
| 11   | Julie Švecová (CZE)        | B      | 75.05       | 75           | 78           | 81           | 9            | 87           | 91           | 93           | 11           | 168      |
| —    | Nina Schroth (DEU)         | B      | —           | ritirata     | ritirata     | ritirata     | ritirata     | ritirata     | ritirata     | ritirata     | ritirata     | ritirata |

### Oltre 90 kg femminili
| Pos. | Atleta                        | Gruppo | Peso atleta | Strappo (kg) | Strappo (kg) | Strappo (kg) | Strappo (kg) | Slancio (kg) | Slancio (kg) | Slancio (kg) | Slancio (kg) | Totale |
| Pos. | Atleta                        | Gruppo | Peso atleta | 1            | 2            | 3            | Pos.         | 1            | 2            | 3            | Pos.         | Totale |
| ---- | ----------------------------- | ------ | ----------- | ------------ | ------------ | ------------ | ------------ | ------------ | ------------ | ------------ | ------------ | ------ |
|      | Aleksandra Mierzejewska (POL) | A      | 142.45      | 95           | 100          | 103          |              | 127          | 132          | 134          |              | 237    |
|      | Krisztina Magát (HUN)         | A      | 110.45      | 96           | 101          | 104          |              | 126          | 130          | 132          |              | 236    |
|      | Andreea Aanei (ROU)           | A      | 113.25      | 101          | 102          | 104          |              | 120          | 129          | —            |              | 222    |
| 4    | Eleni Konstantinidi (GRC)     | A      | 91.65       | 84           | 87           | 90           | 6            | 106          | 110          | 115          | 4            | 202    |
| 5    | Petya Stoimenova (BGR)        | A      | 109.25      | 86           | 89           | 92           | 4            | 105          | 109          | 112          | 5            | 201    |
| 6    | Louise Vennekilde (DNK)       | A      | 94.90       | 83           | 88           | 91           | 5            | 104          | 109          | 112          | 6            | 200    |
| 7    | Barbara Gyürűs (HUN)          | B      | 128.75      | 80           | 83           | 86           | 7            | 100          | 104          | 108          | 7            | 190    |
| 8    | Tereza Králová (CZE)          | B      | 93.40       | 72           | 76           | 77           | 8            | 85           | 90           | 93           | 8            | 167    |
| 9    | Ana Crnjac (CRO)              | B      | 97.40       | 50           | 60           | 63           | 9            | 65           | 70           | 70           | 9            | 130    |